# Terapia do esquema
Terapia do esquema é um modelo de psicoterapia cognitiva desenvolvida por Jeffrey Young focalizado no tratamento de diversos transtornos de personalidade. A terapia do esquema tem por objetivo mudar a forma de encarar, interpretar e reagir aos estímulos, que ele chama de esquema. Segundo ele, os Esquemas Iniciais Desadaptativos são estabelecidos na infância a partir da relação da criança com os cuidadores e por terem sido eficazes em algumas situações são interpretados como eficazes em diversas outras situações persistindo até a idade adulta.
A primeira parte da terapia consiste em identificar esses esquemas iniciais desadaptativos, relacioná-los aos problemas do presente e a compreender as suas origens no passado. Para identificá-los, ele desenvolveu o Questionário de Esquemas de Young (YSQ) e o Inventário Parental de Esquemas (YPI). A segunda parte é a mudança de esquema, onde o paciente é estimulado ativamente a mudar seu esquema de pensamentos desadaptativos para algo mais saudável e eficiente usando registros de pensamento, imagens mentais e exemplos contextualizados às exigências atuais. Por fim, na terceira parte, envolve mudanças efetivas de comportamento a longo prazo. Conforme o tratamento avança, as sessões de terapia devem se tornar menos frequentes, passando de uma vez por semana para 15 em 15 dias, depois para uma vez por mês e, posteriormente, apenas caso haja recaídas mais graves.
Por envolver transtornos de personalidade (eixo II no DSM-IV), ela geralmente dura por volta de dois anos ou mais e é definida como mais difícil e cansativa do que tratar um transtorno agudo (eixo I no DSM-IV).

## Introdução
Quatro principais conceitos teóricos na terapia de esquemas são os esquemas desadaptativos (ou simplesmente esquemas), estilos de enfrentamento, modos e necessidades emocionais básicas:
1. Na psicologia cognitiva, um esquema é um padrão organizado de pensamento e comportamento. Também pode ser descrito como uma estrutura mental de ideias preconcebidas, uma estrutura que representa algum aspecto do mundo ou um sistema de organização e percepção de novas informações. Na terapia de esquemas, os esquemas referem-se especificamente aos esquemas iniciais desadaptativos, definidos como "padrões de percepção, emoção e sensação física autodestrutivos da vida".[3] Frequentemente eles assumem a forma de uma crença sobre o eu ou sobre o mundo. Por exemplo, uma pessoa com um esquema de Abandono[4] poderia ser hipersensível (ter um "botão emocional" ou "gatilho") sobre seu valor percebido para os outros, o que poderia fazê-lo sentir-se triste e em pânico em suas relações interpessoais.
2. Os estilos de enfrentamento são respostas comportamentais de uma pessoa aos esquemas. Existem três estilos de enfrentamento em potencial. Em "evitar", a pessoa tenta evitar situações que ativam o esquema. Em "rendição" a pessoa cede ao esquema, não tenta lutar contra isso e muda seu comportamento na expectativa de que o resultado temido seja inevitável. Em "contra-ataque", também chamado de "supercompensação", a pessoa coloca trabalho extra em não permitir que o resultado temido do esquema aconteça. Esses estilos de enfrentamento desadaptativos (supercompensação, evitação ou rendição) muitas vezes acabam reforçando os esquemas.[5] Continuando o exemplo do abandono: tendo imaginado uma ameaça de abandono em um relacionamento e sentindo-se triste e em pânico, uma pessoa usando um estilo de enfrentamento evitado pode se comportar de maneiras a limitar a proximidade no relacionamento para tentar se proteger de um novo abandono. A solidão resultante ou mesmo a perda real do relacionamento poderiam facilmente reforçar o esquema de abandono da pessoa. Outro exemplo pode ser dado para o esquema de defeito: Uma pessoa que usa um estilo de enfrentamento evitado pode evitar situações que o façam sentir-se defeituoso, ou pode tentar entorpecer o sentimento com vícios ou distrações. Uma pessoa que usa um estilo de enfrentamento da rendição pode tolerar críticas injustas sem se defender. Uma pessoa que usa o estilo de enfrentamento contra-ataque / supercompensação pode colocar esforço extra em ser sobre-humano.[6]
3. Os modos são estados mentais que agrupam esquemas e estilos de enfrentamento em um "modo de ser" temporário que uma pessoa pode mudar ocasionalmente ou com mais frequência.[7] Por exemplo, um modo de criança vulnerável pode ser um estado de espírito abrangendo esquemas de abandono, deficiência, desconfiança / abuso e um estilo de enfrentamento da rendição (aos esquemas).
4. Se as necessidades emocionais básicas de um paciente não forem atendidas na infância, esquemas, estilos de enfrentamento e modos podem se desenvolver.[8] Algumas necessidades básicas que foram identificadas são: conexão, mutualidade, reciprocidade, fluxo e autonomia. Por exemplo, uma criança com necessidades não satisfeitas em torno da conexão - talvez devido à perda dos pais até a morte, o divórcio ou o vício - pode desenvolver um esquema de abandono.

O objetivo da terapia de esquema é ajudar os pacientes a atender às suas necessidades emocionais básicas, ajudando o paciente a aprender como:
- curar esquemas diminuindo a intensidade das memórias emocionais compreendendo o esquema e a intensidade das sensações corporais, e alterando os padrões cognitivos conectados ao esquema;

- substituir estilos e respostas de enfrentamento desadaptativos por padrões adaptativos de comportamento.[9]

Técnicas usadas na terapia do esquema, incluindo técnicas limitadas de reparação do psicodrama da terapia gestalt, como reescrita de imagens e diálogo de cadeira vazia.
Há uma literatura crescente de estudos de resultados sobre terapia do esquema, onde a terapia do esquema tem mostrado resultados impressionantes.

## Esquemas iniciais mal-adaptativos
Esquemas iniciais mal-adaptativos são padrões emocionais e cognitivos autodestrutivos estabelecidos desde a infância e repetidos ao longo da vida. Eles podem ser feitos de memórias emocionais de mágoas, tragédias, medo, abuso, negligência, necessidades de segurança não satisfeitas, abandono ou falta de afeição humana normal em geral. Esquemas iniciais mal-adaptativos também podem incluir sensações corporais associadas a tais memórias emocionais. Os esquemas iniciais mal-adaptativos podem ter diferentes níveis de gravidade e abrangência: quanto mais severo o esquema, mais intensa é a emoção negativa quando o esquema é acionado e maior é a sua duração; quanto mais difundido o esquema, maior o número de situações que o acionam.

### Categorias
Os domínios do esquema são cinco categorias amplas de necessidades não atendidas, nas quais estão agrupados 18 esquemas desadaptativos iniciais identificados por Young, Klosko & Weishaar (2003):
Cinco esquemas de evitação e rejeição
- Abandono/Instabilidade: Espera constantemente o inevitável abandono e decepção em suas relações.
- Desconfiança: Sente que os outros irão magoar, abusar, humilhar, enganar, mentir, manipular, tirar vantagem ou negligenciar intencionalmente.
- Privação Emocional: Espera não ser respeitado, querido, valorizado, cuidado e amado pelos outros.
- Deficiência/Vergonha: Sente vergonha de si, inferior, defeituoso, problemático ou indigno de ser amado.
- Isolamento Social/Alienação: Se sente diferente e estranho, sem grupo social. Espera que nunca vai ser verdadeiramente compreendido e aceito pelos outros.

Quatro esquemas de prejuízo na autonomia e performance
- Dependência/Incompetência: Sente incapaz de viver só e satisfazer suas próprias necessidades.
- Vulnerabilidade: Sente ansiedade constante esperando catástrofes, crimes, acidentes, doenças e morte.
- Submissão: Sente que para agradar deve se submeter aos desejos do outro.
- Fracasso: Sente que está destinado ao fracasso e nada é bom suficiente. Desesperança constante.

Dois esquemas de falta de limites
- Superioridade/Grandiosidade: Se sente superior aos outros, com mais direitos e talentos.
- Autocontrole/autodisciplina insuficientes: Não é capaz de controlar seus desejos imediatos, para alcançar objetivos a longo prazo.

Três esquemas de dedicação ao outro
- Subjugação/Repressão: Esconde suas necessidades e desejos com medo de retaliação, raiva, decepção...
- Auto-sacrifício/Altruísmo: Sente que deve sacrificar suas necessidades para agradar os outros.
- Busca de aprovação/reconhecimento: Constante desejo obter aprovação, reconhecimento e atenção de outras pessoas ao ponto de reprimir sua identidade, gostos e pensamentos.

Os quatro esquemas de hipervigilância/inibição
- Negatividade/Pessimismo: Espera sempre um mal resultado, enfatizando os aspectos negativos e negligenciando os aspectos positivo.
- Inibição Emocional: Inibe suas emoções (raiva, tristeza, medo) para evitar as consequências negativas.
- Perfeccionismo: Exige o máximo de si mesmo e dos outros. Atento aos detalhes com expectativas irrealistas. Insatisfação constante.
- Punitividade: Sente que todos erros devem ser punidos, tanto os seus, quanto os dos outros. Constantemente analisa e critica os muitos erros que percebe. Sensação persistente de revolta com injustiças.

## Técnicas em Terapia do Esquema
Os planos de tratamento em terapia de esquemas geralmente abrangem três classes básicas de técnicas: cognitiva, experimentais e comportamental (além dos componentes básicos de cura da relação terapêutica). Estratégias cognitivas buscam expandir as técnicas padrão da terapia cognitivo comportamental como a lista prós e contras de um esquema, testar a validade de um esquema, ou a realização de um diálogo entre o "lado de esquema" e o "lado saudável". Estratégias experimentais são focadas em emoções que expandem o psicodrama terapêutico padrão da Gestalt terapia e as técnicas de imagética; E as estratégias comportamentais tratam da quebra de padrões comportamentais e expandem as técnicas padrão da terapia comportamental, como simular uma interação e, em seguida, atribuir a interação como lição de casa. Uma das técnicas mais centrais na terapia de esquemas é o uso da relação terapêutica, especificamente através de um processo chamado "reparentalização limitada".
Técnicas específicas frequentemente usadas na terapia de esquemas incluem cartões flash com mensagens terapêuticas importantes, criadas em sessão e usadas pelo paciente entre as sessões, e o diário do esquema - um modelo ou pasta de trabalho que é preenchido pelo paciente entre as sessões e registra o progresso do paciente em relação a todos os conceitos teóricos da terapia de esquemas.

## Terapia do Esquema e psicanálise
A partir de uma perspectiva da psicoterapia integrativa, a reparação limitada e as técnicas experimentais, particularmente em torno dos modos de mudança, poderiam ser vistas como mudando ativamente o que a psicanálise descreveu como relações objetivas. Historicamente, a psicanálise convencional tende a rejeitar técnicas de tais ativos-como Fritz Perls "Gestalt-terapia" ou Franz Alexander "experiência emocional corretiva"-mas a psicanálise relacional contemporânea (liderada por analistas como Lewis Aron, e construída sobre as idéias de analistas não ortodoxos anteriores, como Sándor Ferenczi) são mais abertos a técnicas ativas. É de se notar que em uma comparação de um tratamento de relações objetivas psicanalítica (Otto F. Kernberg de Psicoterapia focada na transferência) e a terapia do esquema, o último teve resultados significativamente melhores.